# Bisbat de Suava
El Bisbat de Suava (en llatí: Dioecesis Suavensis) és una seu suprimida i seu titular de l'Església Catòlica.

## Història
Suava, a l'actual Algèria, és una antiga seu episcopal de la província romana de Numídia.
En aquesta diòcesi només hi ha dos bisbes documentats. El catòlic Litorio va participar al Concili de Cartago del 411, en què es van reunir bisbes catòlics i donatistes de l'Àfrica romana. La seu central en aquella ocasió no tenia cap bisbe donatista. Fèlix va assistir al sínode reunit a Cartago pel rei vàndal Huneric el 484, després del qual es va exiliar.
Avui Suava sobreviu com a bisbat titular. La plaça està vacant des del 5 d'octubre de 2019

## Cronologia de bisbes
- Litorio † (esmenat el 411)
- Fèlix † (esmenat el 484)

## Cronologia de bisbes titulars
| Bisbes Titulars d'Amicles |                                   |                           |                  |                 |
| Nr.                       | Nom                               | Càrrec                    | de               | fins            |
| 1                         | Ernesto Camagni                   | bisbe de la cúria romana  | 4. Juny 1964     | 14. Juliol 1966 |
| 2                         | Plinio Pascoli                    | Bisbe auxiliar de Roma    | 5. Agost 1966    | 22. Abril 1999  |
| 3                         | Akio Johnson Mutek                | Bisbe auxiliar de Torit   | 18. Maig 1999    | 9. Juny 2007    |
| 4                         | Jesús González de Zárate Salas    | Bisbe auxiliar de Caracas | 15. Octubre 2007 | 24. Maig 2018   |
| 5                         | José Tolentino Calaça de Mendonça | bisbe de la cúria romana  | 26. Juny 2018    | 5. Octubre 2019 |